# Овсянников, Валерий Иванович (депутат)
Валерий Иванович Овсянников (1 декабря 1938, Болшево, Московская область — 14 января 2000) — российский политический деятель. Депутат Совета Федерации Федерального Собрания Российской Федерации от Курганской области (1994—1996). Кандидат экономических наук.

## Биография
Валерий Иванович Овсянников родился 1 декабря 1938 года в семье служащих в селе Болшево Болшевского сельсовета Мытищинского района Московской области, ныне село не существует, является частью города Королёва Московской области.
Окончил Курганский сельскохозяйственный институт. С 1961 года работал преподавателем экономики в Куртамышском сельскохозяйственном техникуме, затем главным агрономом в опытном хозяйстве «Шадринское» (учхоз Курганского сельскохозяйственного института), которое в 1964 году реорганизован в «Шадринский совхоз–техникум».
С 1963 по 1968 год учился в аспирантуре в Москве (Московская ветеринарная академия), защитил диссертацию на тему «Исторический обзор систем земледелия в Зауралье». Кандидат экономических наук.
Член КПСС.
Работал заместителем директора по науке и заведующим отделом экономики Курганской областной опытной станции (село Садовое Кетовского района Курганской области).
В 1974 году был избран председателем колхоза «Родина» Ильинского сельсовета Катайского района Курганской области.
С 1981 по 1985 год работал заведующим лабораторией севооборотов, заместителем директора по науке Сибирского НИИ земледелия и химизации в Краснообске.
С 1985 года директор опытно-производственного хозяйства «Батуринское» Батуринского сельсовета Шадринского района Курганской области.
12 декабря 1993 года избран депутатом Совета Федерации Федерального Собрания Российской Федерации первого созыва по Курганскому двухмандатному избирательному округу № 45. С февраля 1994 года — секретарь Комитета Совета Федерации по аграрной политике.
С 1995 по 2000 год директор Курганского НИИ зернового хозяйства (село Садовое Кетовского района Курганской области).
Председатель Аграрного союза Курганской области.
Валерий Иванович Овсянников умер 14 января 2000 года.

## Награды
- Орден «Знак Почёта»

## Семья
Отец — агроном, мать — зоотехник. 
Жена Сталина Михайловна (урожд. Коновалова, род. 19 сентября 1938, Челябинск). Поженились, когда учились на 5-м курсе КГСХИ. Кандидат сельскохозяйственных наук (диссертация «Приемы рационального использования удобрений под кукурузу на выщелоченном черноземе Курганской области»).
Два сына: Андрей и Алексей, специалисты сельского хозяйства.